# Eye of Horus
Eye of Horus (Occhio di Horo) è un videogioco pubblicato nel 1989 per Amiga, Atari ST, Commodore 64 e MS-DOS dalla Logotron, ispirato nell'ambientazione alla religione egizia. Il giocatore controlla il dio Horus all'interno di un grande sepolcro egizio, con il compito di recuperare i sette pezzi del corpo del re defunto e riunirli nella camera mortuaria, per poi affrontare il suo nemico Seth.

## Modalità di gioco
Il sepolcro è un labirinto di stanze decorate con geroglifici, con visuale di profilo e scorrimento orizzontale, collegate tra loro da ascensori. Horus inizia il gioco in forma semiumana, con testa di falco, ma in ogni momento può decidere di trasformarsi completamente in un falco e viceversa.
In forma semiumana Horus può correre, sparare orizzontalmente frecce di papiro illimitate, raccogliere oggetti e usare gli ascensori, ma alcuni di questi ultimi richiedono il ritrovamento della specifica chiave. In forma di falco ha la capacità di volare in tutte le direzioni e di sparare con la stessa arma.
I pericoli sono costituiti da alcuni dei geroglifici sulle pareti, che ripetutamente si animano e volano per la stanza. Horus li può distruggere sparando, ma se li tocca perde parte dell'energia, fino a perdere una vita.
Il sepolcro nasconde circa trenta tipi di amuleti, ciascuno in grado di fornire una diversa capacità a Horus quando viene attivato. Ad esempio un amuleto consente di visualizzare una mappa delle zone già visitate del sepolcro. Altri amuleti forniscono armi più potenti o sistemi difensivi; le munizioni sono limitate, ma quando si esauriscono si torna a sparare le frecce di papiro. Altri ancora servono a invocare Iside, utile per trasportare istantaneamente una parte di salma alla camera mortuaria, o Anubi, che può aiutare Horus contro Seth.
Nella parte bassa dello schermo vengono mostrati gli amuleti attualmente trasportati da Horus, che possono essere fino a un massimo di 7 alla volta, e l'eventuale pezzo della salma trasportato, che può essere solo uno alla volta.